# 梁佩瑚
梁佩瑚（英語：Isabel Leung Pui Wu，1970年8月6日—），曾改名梁佩芝、梁靜仁，前香港無綫電視女藝員及前慧妍雅集會長（2001年至2002年），現為一名愛情小說作家。她曾參加1989年度香港小姐競選，並獲得季軍的名銜。其後加入無綫電視當演員。但其活躍於幕前演出的時間不長久。至2000年代時，她轉行當作家。其第一本小說是在2001年4月出版的《遺落在天涯海角的心》。她的契妹是女歌手戴辛尉。

## 背景
梁佩瑚家有一姊、二弟焯皓（原名梁焯豪）、梁焯滿以及一位同父異母的妹妹梁佩棋，她的母親早年因病逝世，所以她要背負起照顧弟妹的責任。她曾就讀香港真光中學小學部及東華三院李潤田紀念中學，在校時是一名理科生。到了1989年參選香港小姐，結果獲得季軍。梁佩瑚進而代表香港參加同年由日本婦女會主辦、在日本舉行的世界大學小姐競選，並得到「最具魅力小姐大獎」。翌年4月再參加日本「世界博覽百花小姐競選」，但未有獲得任何獎項。她卸任後正式加入無綫電視，且於1990年簽下3年經理人合約。數年間曾被力捧演出重要電視劇角色，例如《同居三人組》的「程安佩」一角。
直至1990年代中期，梁佩瑚簽約永盛娛樂，打算向電影方面發展。不久，轉職商界工作，如擔任時裝公司公關和市場推廣的崗位。同時，她不斷進修，先後考取香港大學專業進修學院法律研究文憑、香港大學法律系法學專業證書和倫敦大學法律系學士（二級榮譽畢業）。又修讀過珠寶設計課程以及鑽研繪畫中國水墨畫及書法。2001年至2002年擔任慧妍雅集會長。約2004年，梁佩瑚於加拿大溫哥華生活了5年。返港後（約2010年）則搬到元朗碧戶軒一個七百呎的單位居住。自2016年結婚之後已搬往新居。
從2001年起，她在友人梁芷珊鼓勵下，發展其作家事業。2016年6月跟美美視界（北京）文化傳播有限公司簽約。其愛情小說作品可於國內平台流通，亦會有影視作品出現。而現時她為《東方日報》撰寫專欄〈瑚說百道〉。亦是香港男子組合Gentlemen的經理人。2016年9月，梁佩瑚於有線電視節目《娛樂熱辣辣》中指出1989年香港小姐冠軍得主陳法蓉當年違例拍攝周刊封面，並在事後當眾落淚表示委屈。這令她與陳氏之間的不和關係再次成為傳媒的報導話題。梁佩瑚現時仍不斷創作愛情小說，還有主持其網台節目。近期亦有主持奇妙電視的節目。

## 個人生活
梁佩瑚早年與七名圈中好友結義，包括大哥湯國明、二哥潘文柏、三哥李家聲、四哥鄭伊健、五妹吳婉芳、六哥錢國偉、七哥李克勤、其排名第八，其中鄭伊健等四人為1986年無綫電視13期藝員訓練班學員。
梁佩瑚曾與本地賽車手關兆昌拍拖。2015年，她因打高爾夫球的嗜好於深圳認識了蒙古地產商人郭雲飛。二人拍了拖八個月後於翌年4月結婚，並在海南島三亞舉行婚禮，早年結義的吳婉芳擔任姊妹。另外，她與丁子高、余宜發、李嘉慧、陳淑蘭、黃百鳴等人為其好友。

## 演出

### 電視劇（無綫電視）
| 首播   | 劇集名稱   | 角色   | 備註               |
| 1989年 | 香港雲起時 | 王美玲 |                    |
| 1990年 | 同居三人組 | 程安佩 |                    |
| 1991年 | 三八佳人   | Janet  |                    |
| 1992年 | 愛生事家庭 | 何慧紅 |                    |
| 1992年 | 九反威龍   | 阮靜雯 |                    |
| 1992年 | 火玫瑰     | 喬敏   |                    |
| 1992年 | 血濺塘西   | 花影恨 |                    |
| 1992年 | 極度空靈   | Sandy  | 第六集：快樂的癲雞 |
| 1992年 | 屬雞的男人 | 張鳳珍 |                    |
| 1993年 | 金蛇郎君   | 龍兒   |                    |

### 電視劇（香港電台）
| 首播   | 劇集名稱          | 角色 | 備註       |
| 1995年 | 屋簷下 - 新婚之慶 | 阿貞 | 與林偉合演 |

### 電影
- 1990年：三人新世界
- 1992年：特區羞草二人組 飾 Apple
- 1993年：火舞風雲之北妹
- 1993年：一代梟雄之三支旗
- 1993年：黃鶯大戰阿拉丁
- 1993年：末路驚情 飾 May
- 1993年：黃飛鴻之鐵雞鬥蜈蚣
- 1993年：七月十四
- 1993年：雨夜天魔
- 1994年：新英雄本色 飾 叮噹
- 1994年：錦繡前程
- 1994年：地獄來客
- 1995年：二月三十
- 2002年：零二房間 飾 紅衣女郎、綠衣女郎

### 節目主持
- 1991年：寰宇風情 馬來西亞特輯（無綫電視）
- 1992年：食神駕到（無綫電視）
- 1992年：巴塞隆拿奧運-黃金精點（無綫電視）
- 1992年：好玩11點（無綫電視）
- 2017年：無『恐』不入（奇妙電視）

### 節目嘉賓
- 1990年：為食開心果（無綫電視）
- 1991年：國際華裔小姐決賽（歌舞表演，無綫電視）
- 1992年：大話俱樂部（無綫電視）
- 1993年：卿撫你的心（無綫電視）
- 2002年：2002年度香港小姐競選（無綫電視）
- 2011年：兄弟幫(無綫電視、第252集及第253集）
- 2014年：好在一個人（無綫電視、第7集）
- 2016年：娛樂熱辣辣（有線電視）
- 2018年：流行經典50年（無綫電視、第23集）
- 2019年：流行經典50年（無綫電視、第71集）

### 網台節目
- 佩瑚密語

### 音樂錄像
- 2016年：Redholic（紅迷樂團）《將愛活埋》 MV

### 微電影
- 2016年：懲教署更生微電影《兄弟》

## 導演作品
- 2014年：焯皓《My Lady》音樂錄像（MV）
- 2015年：焯皓《生命的過客》音樂錄像（MV）

## 填詞作品
- 2003年：戴辛尉《如能…無奈》
- 2012年：焯皓《秘密花園》
- 2014年：焯皓《My Lady》
- 2016年：焯皓《追夢者》
- 2016年：焯皓《在末日裡方可抱緊你》
- 2016年：Gentlemen 初戀告示
- 2017年：焯皓《當天的我》

## 著作
*以下作品按出版日期排列。
- 2001年： 
  - 《遺落在天涯海角的心》→《阿貓》→《玄來有你》→《在那遙遠的一天》

- 2002年：
  - 《把我帶到月亮去》→《愛上一個真的你》→《捨不得離開的宇宙》→《我哭是為了兩個女人》

- 2003年：
  - 《我的緣分鎖鏈》→《愛情止痛藥》→《難道相愛等於不分開》

- 2004年：
  - 《假如從來沒有他》→《可否相愛多一次》→《如果一天你忘了我》→《愛情總是等待的》

- 2005年：
  - 《請抱緊我至天長地久》→《難道一生只可愛一次》→《等他一天說愛我》→《在思憶中感覺你的愛》→《最後的一分鐘擁抱》

- 2006年：
  - 《尋找真愛的魔法》→《我這樣愛你》→《失戀急症室》→《她還給我的一串淚》→《愛在緣份終結時》

- 2007年：
  - 《回憶只是剎那間的事》→《其實戀愛該是這樣的》→《遺落在天涯海角的心》（彩色特別版）→《明年跟你再看月半彎》→《無休止的思念過後》

- 2008年：
  - 《讓我愛你三十天》→《直至我們灰飛煙滅時……》→《一切從忘記他開始》→《玄來有你》（彩色特別版）→《假使有天重遇你》

- 2009年：
  - 《我們能否愛下去》→《愛在單戀的日子》→《瑚說愛．情》→《愛的感覺是永遠》→《愛上你的第一天》

- 2010年：
  - 《但願我倆緣未了》→《不止談戀愛》→《如果相信緣分的話》→《好想談戀愛》→《當情感還沒到盡頭》→《再一次還是選擇你》

- 2011年：
  - 《緣分使我愛上她》→《火星的濫情。金星的愛情》→《[剩]生活的喜與悲》→《愛與咒》→《一個永恆不變的位置》

- 2012年：
  - 《如果一天我們再相遇》→《呼吸愛情的信號》→《從今只有愛你的執著》→《男歡女愛三部曲》（與余宜發合著）

- 2013年：
  - 《時光倒流23年》→《愛多一次，老多一次》→《回憶城堡裡的彩虹》

- 2014年：
  - 《不能不說的秘密》→《你可有同樣想念我》→《愛情透視鏡》→《迷失在感情路上的人》

- 2015年：
  - 《年華七八九》→《戀愛食譜》→《我跟你不只是朋友》

- 2016年：
  - 《如果還有愛你的權利》

- 2017年：
  - 《談一場真心的戀愛》→《再生戀》→《談一場真心的戀愛》

- 2018年：
  - 《曾經深愛又如何》

- 2019年：
  - 《曾經深愛又如何──忘不了篇》→《婚前戀事多》

## 廣告
- 1989年：Fuji Film 富士（連同陳法蓉、朱潔儀以及翁慧德）

## 外部連結
- 梁佩瑚的新浪微博
- 梁佩瑚的Facebook專頁
- 梁佩瑚的Facebook專頁
- 梁佩瑚 Isabel Leung的Facebook專頁
- 1989年香港小姐參選佳麗1號 梁佩瑚檔案
- 1989年香港小姐 （页面存档备份，存于）

| 前任： 張郁蕾 | 香港小姐競選季軍 1989年 | 繼任： 梁小冰 |